# Protodontopteryx ruthae
Protodontopteryx ruthae — викопний вид морських птахів вимерлої родини костезубих (Pelagornithidae), що існував у ранньому палеоцені (62 млн років тому).

## Історія відкриття
Частковий скелет птаха знайшов у 2018 році в долині річки Вайпара в Новій Зеландії палеонтолог-аматор Лі Лав. На основі решток у 2019 році описано нові рід та вид костезубого птаха. Вид названо на честь Рут Лав дружини Лі Лава. До відкриття цього виду вважалося, що костезубі птахи виникли в північній півкулі. Проте, цей вид є найдавнішим та найменшим представником родини, тому, ймовірно, вона виникла у південній півкулі.